# Ligne de Nice à Breil-sur-Roya
La ligne de Nice à Breil-sur-Roya est une ligne de chemin de fer française longue d'environ 44 km et non électrifiée, située dans le département des Alpes-Maritimes. Elle est à voie unique et à écartement standard.  À son terminus, en gare de Breil-sur-Roya, elle se joint à la ligne de Coni à Vintimille. Cette dernière ligne met en relation ferroviaire les villes italiennes de Turin, la province de Coni (Cuneo en italien) à la Riviera italienne en débouchant à  Vintimille.
La ligne de Nice à Breil-sur-Roya met la Méditerranée en liaison avec les localités de la haute vallée de la Roya et côté nord avec les villes italiennes de Coni et Turin. 
Elle constitue, avec son prolongement vers Tende et Coni par l’emprunt de la ligne de Coni à Vintimille à partir de Breil-sur-Roya, l'une des trois relations ferroviaires existantes entre l'Italie et la France, mais son intérêt économique est surtout local et touristique et elle constitue une porte d’accès depuis Nice à la célèbre Vallée des Merveilles aux  40 000 gravures rupestres. Elle présente aujourd'hui le caractère d'une ligne secondaire.
Chacune des lignes de Nice à Breil-sur-Roya et Coni à Vintimille pouvant être appelée, dans le langage commun « ligne de Tende ».
La ligne de Nice à Breil-sur-Roya, comme la ligne de Coni à Vintimille, est établie dans une zone montagneuse très tourmentée, comprenant rivières, gorges étroites et cols qui ont cumulé les difficultés de sa réalisation. Pour vaincre ces difficultés, il faut construire de nombreux ouvrages d'art, spectaculaires, de conception hardie, représentant une véritable prouesse technique (ponts suspendus au-dessus du vide, tunnels et arches). Son tracé suit approximativement au départ de Nice, la vallée du Paillon jusqu'à Touët-de-l'Escarène, elle franchit le col de Braus par le tunnel homonyme, l'un des plus longs de France avec ses 5 938 m, trouve au débouché supérieur du tunnel la vallée de la Bévéra à Sospel qu'elle suit sur sa rive droite sur environ 5 km, traverse ensuite la rivière sur le pont de Caï et s'engage dans le tunnel du mont Grazian. Après avoir parcouru les 3 891 m du tunnel, la ligne débouche dans la vallée de la Roya où elle côtoie en la surplombant sur environ 3 500 m avant d'atteindre la gare de Breil-sur-Roya, la ligne internationale franco-italienne de Coni à Vintimille.
L'histoire mouvementée de cette ligne est marquée, tout comme celui de la ligne de Coni à Vintimille par les fluctuations du tracé de la ligne frontalière dans la région. Elle constitue la ligne 945 000 du réseau ferré national.

## Historique
L'étude des différents projets ainsi que la construction des lignes de Coni à Vintimille et de Nice à Breil-sur-Roya sont intimement liées.
Les Italiens étaient très désireux d’améliorer les relations entre Nice et le Piémont. Les premiers projets d’une voie ferrée Nice-Coni remontent à 1851. Plusieurs tracés entrèrent en concurrence. La ville de Coni proposait un itinéraire par Tende (1851) ; Nice, un itinéraire par la vallée de la Vésubie rejoignant Valdieri (Italie). En 1853, Victor-Emmanuel II de Savoie, roi de Sardaigne et comte de Nice, s’intéressa également à l'idée d'un chemin de fer entre Nice et Coni. Les projets se suivirent dans les années 1855, 1857, 1860, 1867 et 1879). Durant les années 1855 et 1860, les différentes études présentées sont dues aux ingénieurs Filippo Cerroti (ingénieur italien) et Louis Petit-Nispel. Ces études examinaient les possibilités de la création d'une voie de communication reliant Nice à Coni en empruntant les vallées orientées Nord-Sud de la Vésubie, ou de la Tinée ou de la Roya,.
Il ne fut pas donné suite à ces projets. En 1859, le gouvernement sarde en donnant la priorité à la création d’une ligne de chemin de fer reliant les villes de Turin à Savone (Savona en italien) en desservant Fossano et Ceva, afin de doter la capitale piémontaise d'un débouché sur la mer rendit le projet de liaison Nice-Coni moins urgent. De son côté, le ministère de la guerre français s’opposa pendant trente ans à toute création d’une ligne ferroviaire dans ce secteur.
En 1860, le royaume de Piémont-Sardaigne perdit la Savoie et le comté de Nice au profit de la France. La partie inférieure de la vallée de la Roya resta au Piémont-Sardaigne, la section de vallée moyenne devint française à l'exception des deux communes supérieures de La Brigue et de Tende qui restèrent à l'Italie. Cette décision fut justifiée par le maintien du parcours de chasse du roi Victor Emmanuel II, mais aussi et surtout, parce qu'elles avaient une valeur stratégique considérable puisqu'elles dominaient la nouvelle frontière.
Le  projet d’une liaison ferroviaire entre Nice et Coni fut relancé en 1871. Le tracé par le col de Tende fut retenu en 1879. Une loi du 17 juillet 1879 (Plan Freycinet) prévoyait au no 142 sous l'intitulé de « Nice à Coni, par la vallée du Paillon, le contrefort de Braous, Sospel, le contrefort de Broïs et Fontan », la construction d'une ligne de Nice à la frontière italienne en direction de Coni par Breil-sur-Roya.
Les Italiens, soucieux d’établir pour des raisons militaires une liaison ferroviaire partant de Coni jusqu’au col de Tende commencèrent dès 1882 les travaux sur leur territoire en construisant une première section reliant Coni à Borgo San Dalmazzo ; travaux qu'ils poursuivirent dans une deuxième étape jusqu’à Limone puis prolongèrent jusqu'à Viévola. Cette dernière section nécessita le percement du tunnel de Tende dont la mise en service fut prononcée le 17 juillet 1898 après dix années d’efforts. À cette époque, les communes de Viévola, Tende et La Brigue sont encore italiennes.
L'objectif final des Italiens était cependant d'atteindre la Méditerranée et pour l'atteindre, les conditions de réalisation les moins difficiles se trouvaient en suivant le tracé de la vallée de la Roya jusqu'à Vintimille. Or, sur 18 kilomètres, la  Roya, à travers les communes de Fontan, Saorge et Breil coule en territoire  français.  La France ne pouvait autoriser le gouvernement italien à construire et exploiter ce tronçon en laissant ainsi ces trois communes françaises reliées à l'Italie mais coupées du reste des Alpes-Maritimes et de la Provence. Le seul moyen de favoriser les vues de l'Italie était de construire une ligne reliant l'enclave de Breil à un centre français. La France consentit donc à entrer en négociations.
En 1900, les ministres français de la Guerre et des Travaux publics se mirent d'accord sur une liaison Nice-Breil-sur-Roya et sur son prolongement jusqu'à la frontière internationale. La partie française de la ligne est concédée à titre éventuel à la Compagnie des chemins de fer de Paris à Lyon et à la Méditerranée par une convention signée entre le ministre des Travaux publics et la compagnie le 24 janvier 1902. Cette convention est approuvée par une loi le 18 juillet 1902. Cette convention prévoyait la construction d'un embranchement depuis l'Escarène jusqu'à Lucéram.
Dès 1903, à Nice, avait été émise une proposition qui consistait à construire le tunnel prévu entre Sospel et Breil-sur-Roya sous le mont Grazian, —mont qui était situé alors en territoire italien—, afin de raccourcir sa longueur de 1 000 m environ. Cette variante exigea un accord spécial entre les deux États. Sur une longueur totale du tunnel de 3 891 m, 2 305 m  se trouvaient à l'époque en territoire italien, mais les deux portails du tunnel étaient en France.
Il fallut attendre la signature de la convention franco-italienne du 6 juin 1904, validée par la loi du 20 mars 1906 pour que le projet avance. Selon les termes de cette convention, chaque gouvernement s'engage à assurer la construction des sections situées sur son territoire. Elle définit, en outre, les modalités de construction, la durée des travaux ainsi que l'exploitation. Elle prévoit l’achèvement de la liaison Nice-Coni en 1914.
La construction de l'embranchement de l'Escarène à Lucéram a été abandonnée par une convention signée le 1er juillet 1905 entre le ministre des travaux publics et la compagnie des chemins de fer de Paris à Lyon et à la Méditerranée. Cette convention a été approuvée par une loi le 16 mars 1906.
Du côté français, la ligne est déclarée d'utilité publique par une loi le 16 mars 1906. Elle portait sur le tronçon de Nice à la frontière italienne (située à l'époque entre la gare de Fontan - Saorge et celle de Saint-Dalmas-de-Tende, ainsi qu'un court raccordement entre Breil-sur-Roya et Airole, première gare italienne de l'époque en direction de Vintimille.
L'adjudication des premiers marchés intervint seulement à partir de 1909 auprès de quatre entreprises. La construction de la gare de Nice-Saint-Roch située sur la rive gauche du Paillon commença cette même année.
Côté italien, c'est à partir de 1910 que la ligne se prolonge de Viévola vers Tende qui est atteinte en 1913, puis en 1915, vers Saint-Dalmas-de-Tende. Les Italiens laissèrent alors la situation en l’état jusqu’en 1928.
En 1910, on travaillait à la construction de la ligne Nice-L'Escarène. En 1915, la liaison fut établie sur 15 km environ, entre Nice et Drap, et les travaux se poursuivaient entre Drap et l'Escarène. La guerre de 1914-1918 et ses séquelles interrompirent les travaux qui ne purent reprendre qu’en 1921. Les difficiles liaisons Drap-Cantaron à Fontan-Saorge (ville frontière de l’époque) comprenaient non seulement le percements des deux tunnels importants du col de Braus (entre L’Escarène et Sospel) de 5 938 m de longueur dont les travaux de percement débutèrent en 1912 et de celui du mont Grazian (entre Sospel et Breil-sur-Roya) mais également la création de l'important viaduc de la Bévéra (pont de Caï). Sur le prolongement au-delà de Breil-sur-Roya et Fontan-Saorge il fallut construire les deux viaducs de Saorge et de Scarassoui. 
L’inauguration de la ligne Nice-Breil-sur-Roya-Coni et de la ligne de Breil-sur-Roya-Vintimille eut lieu le 30 octobre 1928. Elle fut suivie de leur mise en exploitation qui fut assurée par le PLM sur la ligne Nice-Breil-sur-Roya et par les FS sur Coni-Vintimille.
En 1928, outre les relations omnibus qui desservaient Nice jusqu'à Breil-sur-Roya, quatre trains internationaux, deux express et deux omnibus relient quotidiennement Nice à Turin via Coni. La relation directe la plus rapide qui passait sans arrêt entre les gares encadrant celles de La Trinité-Victor et l'Escarène mettait alors environ 6 heures pour parcourir la distance entre les deux villes. D'autres trains italiens reliaient Turin à Vintimille.
En 1934, les autorités militaires françaises autorisèrent l'électrification du tronçon de ligne central entre Piène et Saint-Dalmas-de-Tende via Breil-sur-Roya et le 17 avril 1935 la caténaire fait son apparition en gare de Breil-sur-Roya.
L'exploitation se poursuivit jusqu'en 1940, date à laquelle  l’Italie de Mussolini aux côtés de l'Allemagne déclara la guerre à la France. Pour protéger son territoire d'un éventuel envahissement, l'armée française procéda à la destruction de différents ouvrages d'art, ponts, viaducs (dont le viaduc de la Bévéra), têtes de souterrains (dont le tunnel du mont Grazian) et installations électriques. Une déviation provisoire permit la reprise du trafic le 28 novembre 1940. En 1943 et 1944, ce furent, tour à tour, les Italiens, puis les bombardements alliés et pour finir les troupes allemandes en se repliant qui détruisirent les installations.
À l’été 1945, la liaison télégraphique fut rétablie sur toute la ligne et le service des chemins de fer entre Nice et Breil Sospel reprit.
Le traité de Paris mit fin en 1947 à la guerre entre l'Italie et la France. Les corrections frontalières qui furent décidées placèrent les villages de Viévola (hameau de Tende), La Brigue et Saint-Dalmas-de-Tende en territoire français en février 1947. Le tunnel du mont Grazian se trouva en totalité en territoire français et la frontière nord passe désormais au milieu du tunnel du col de Tende. 
Le tronçon de ligne Sospel-Breil fut remis en service et la ligne fut à nouveau opérationnelle le 20 avril 1947. 
Pour cette remise en service, presque tous les grands ponts ont dû être reconstruits, un des plus spectaculaires d'entre eux est le pont de Caï sur la Bévéra. Il y eut dès 1947 diverses discussions, études, chiffrages et rencontres franco-italiennes pour la remise en service de la ligne entre Viévola et Vintimille. La décision fut finalement prise en 1976. Le viaduc de Scarassoui fut reconstruit en 1978. La partie française de la ligne de Coni à Vintimille qui s'étend de Viévola à Piène ne sera pas remise en état avant le 6 octobre 1979.
En 2020, la tempête Alex détruit toutes les routes menant à Breil-sur-Roya, faisant de la ligne de chemin de fer le seul accès terrestre aux communes de la vallée, permettant l'acheminement des personnes et des biens dans toute la vallée,. La ligne a été rouverte le 3 mai 2021.

## Ouvrages d'art

### Principaux tunnels
Sur les quarante-quatre kilomètres que comporte le parcours de la ligne, entre Nice et Breil-sur-Roya on dénombre vingt-quatre tunnels qui représentent une longueur totale de presque 17 kilomètres. Bien que la ligne n'ait été construite qu’avec une seule voie, plusieurs tunnels, dont le tunnel du col de Braus et celui du mont Grazian, en raison de leur grande longueur, ont été creusés avec un gabarit suffisant pour l’implantation d’une double voie ; le gabarit plus large facilitant l'évacuation des fumées à l'époque de la traction à vapeur. 
| Liste des tunnels de longueur supérieure à 500 m entre Nice et Breil-sur-Roya |                        |                    |    |                        |                    |
| N°                                                                            | Nom                    | Longueur en mètres | N° | Nom                    | Longueur en mètres |
| 1                                                                             | Tunnel de Carabacel    | 663                | 2  | Tunnel Santa Augusta   | 754                |
| 3                                                                             | Tunnel du col de Braus | 5 938              | 4  | Tunnel du mont Grazian | 3 891              |
| 5                                                                             | Tunnel de Caranca      | 915                | 6  | Tunnel de Coalongia    | 527                |

### Fortifications des tunnels

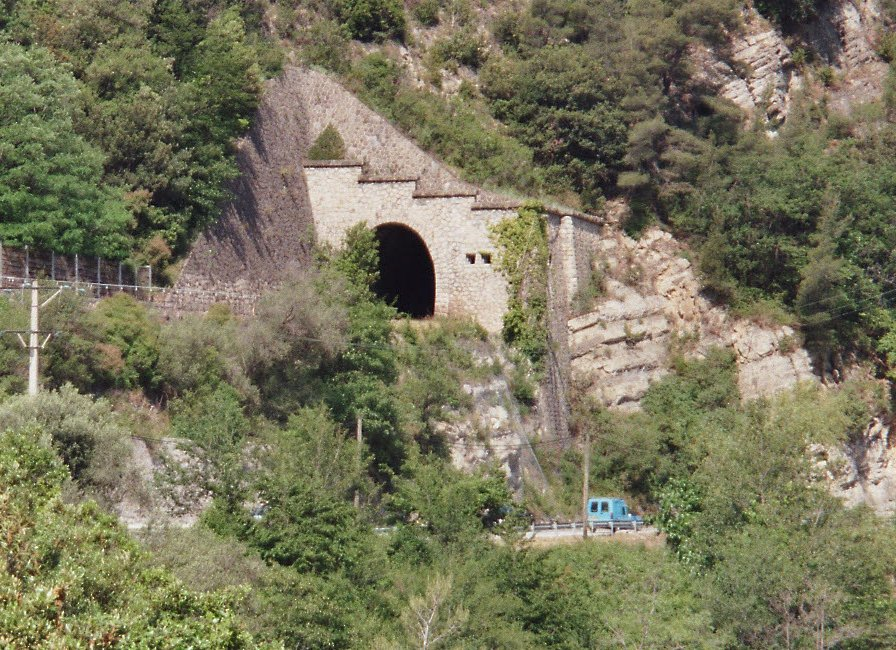
Entrée de tunnel avec embrasures de tir.

En raison des tensions politiques entre la France et l'Italie au XIXe siècle la ligne a été dotée de fortifications. Pour répondre à des considérations stratégiques, les militaires ont imposé des travaux spéciaux ; notamment des casemates pouvant abriter des mitrailleuses et des galeries de mines susceptibles d'être utilisées à la première alerte et les têtes de certains tunnels ont été équipées de positions de tir. Ces embrasures sont encore visibles aujourd'hui. 
Des installations étendues de la ligne Maginot des Alpes se trouvent dans les environs de l'Escarène. L'entrée du tunnel du col de Braus près de Sospel était protégée, à l’époque, par une position de canons blindés.

### Principaux viaducs
Le viaduc des Morts à Peillon-Sainte-Thècle se trouve tout près d’un autre pont parallèle qui n’a jamais servi. Il est en effet devenu inutile à la suite d’un effondrement non réparable dans un tunnel. Ce viaduc ne porte pas comme on pourrait le penser le nom de « viaduc des Morts » à cause de cet accident mais en fait il est situé au-dessus du sentier qui permettait aux habitants du hameau de Borghéas (commune de Peillon) de transporter leurs défunts au cimetière du village voisin de Drap ; faute de pont au-dessus du Paillon, ils ne pouvaient accéder au cimetière du vieux village. Sur les plans de la construction qui datent de 1912, il est aisé de voir que ce viaduc à 8 arches prévu au départ porte déjà ce nom.
La conception du viaduc du Caï sur la Bévéra, par l'architecte Paul Séjourné, est aussi très inhabituelle en montagne. Ce pont achevé en 1898 se composait d’un tablier en treillis d’acier, soutenu dans son milieu par une arche en maçonnerie en forme d’ogive perpendiculaire à l’axe du tablier. Cette méthode de construction particulière résulte de ce que le pont traverse une vallée très encaissée dans un angle très aigu. Une arche orientée classiquement dans le sens longitudinal aurait été démesurément grande. Cette position inhabituelle de l’arche résulte aussi de considérations militaires. Elle aurait permis en effet de la détruire, en cas d’invasion italienne, par des tirs d’artillerie depuis un fort français malgré un angle de tir très étroit.
Ce pont, détruit pendant la guerre en 1940, a été reconstruit seulement en 1962, une arche en béton armé a alors remplacé l’ancienne construite en pierres de taille. Un pont provisoire, plus court que l'ancien, fut établi jusqu'à la construction de l'actuel. Le tunnel qui permettait d'y accéder, pour compenser la différence de longueur, existe toujours.
| Principaux viaducs entre Nice et Breil-sur-Roya                         |                      |                   |                       |    |                   |                   |                       |
| N°                                                                      | Nom                  | Hauteur en mètres | Longueur(1) en mètres | N° | Nom               | Hauteur en mètres | Longueur(1) en mètres |
| 1                                                                       | Viaduc de la Launa   | 30                | 135                   | 2  | Viaduc de Faquin  | 25                | 125                   |
| 3                                                                       | Viaduc l’Erbossiera  | 48                | 205                   | 4  | Viaduc de l’Euira | 27                | 70                    |
| 5                                                                       | Viaduc de l’Escarène | 38                | 225                   | 6  | Viaduc de Bévéra  | 30                | 125                   |
| 7                                                                       | Viaduc de Bassera    | 26                | 140                   | 8  | Viaduc du Bancao  | 21                | 125                   |
| (1) - Les indications sur la longueur des viaducs ne sont pas certaines |                      |                   |                       |    |                   |                   |                       |

Quelques vues sur des ouvrages d'art de la ligne
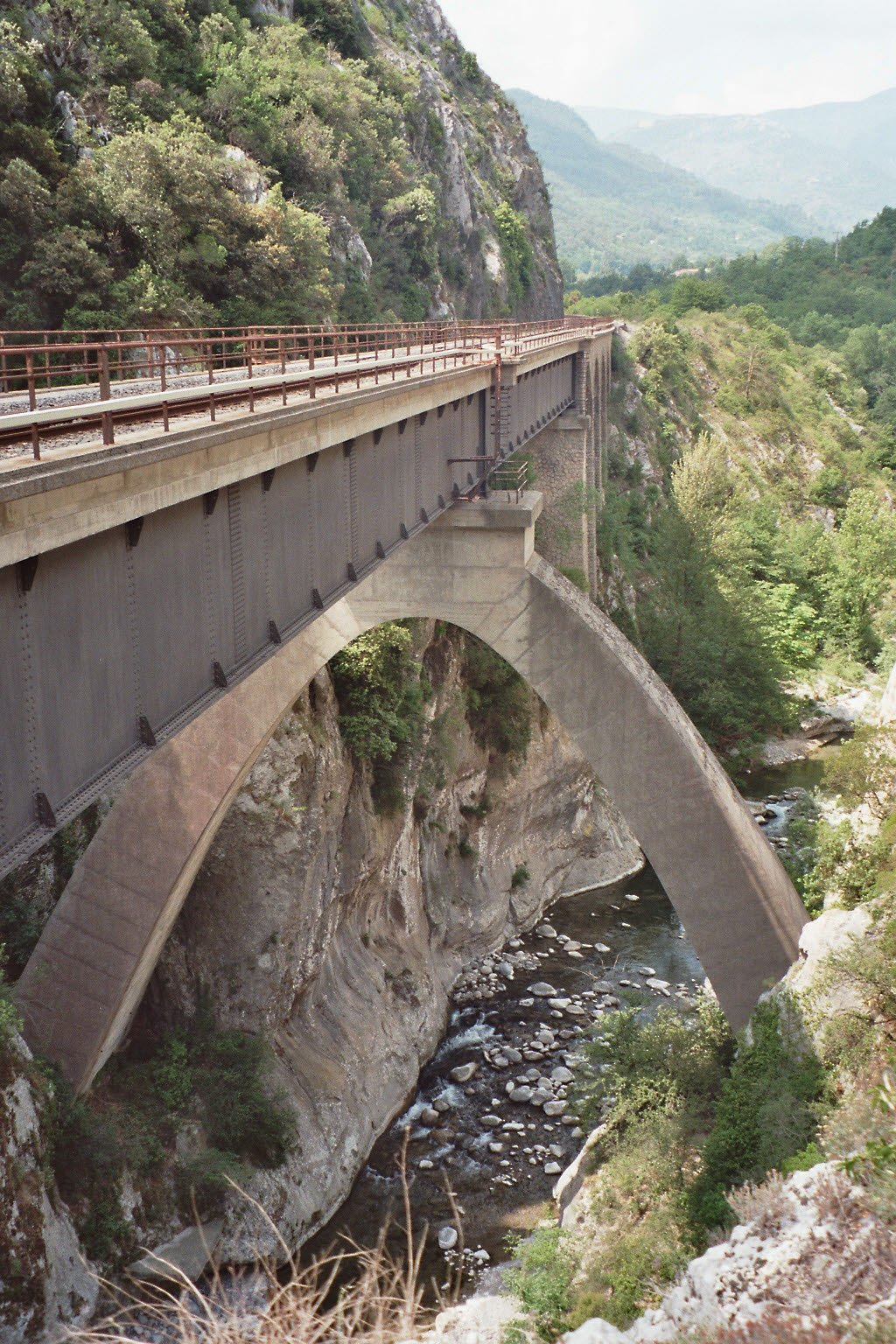
Le viaduc de Bévéra (pont de Caï) avec son arche centrale perpendiculaire à l'axe du tablier (43° 53′ 13″ N, 7° 29′ 13″ E).
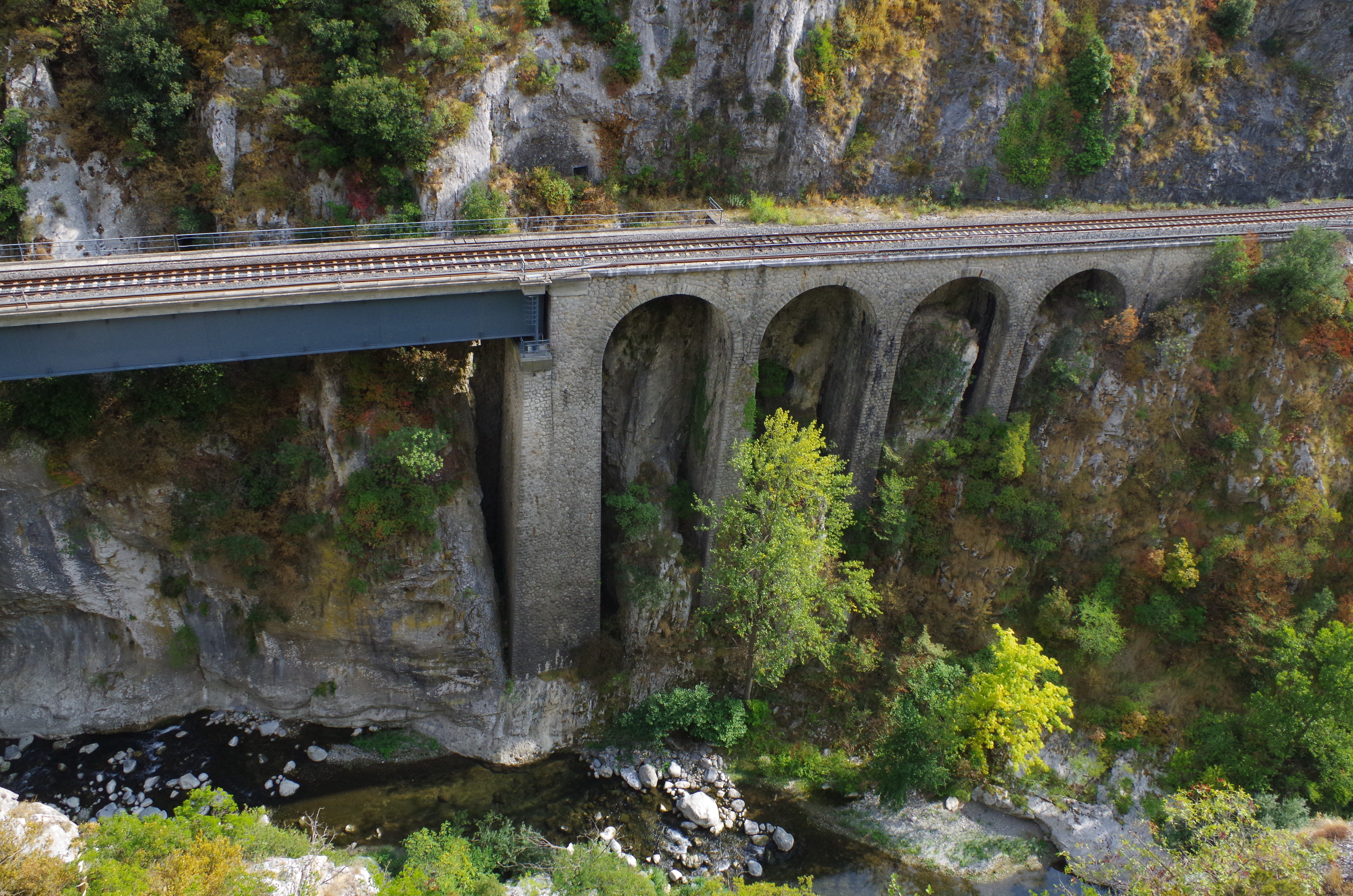
Pont de Caï sur la Bévéra (Sospel)
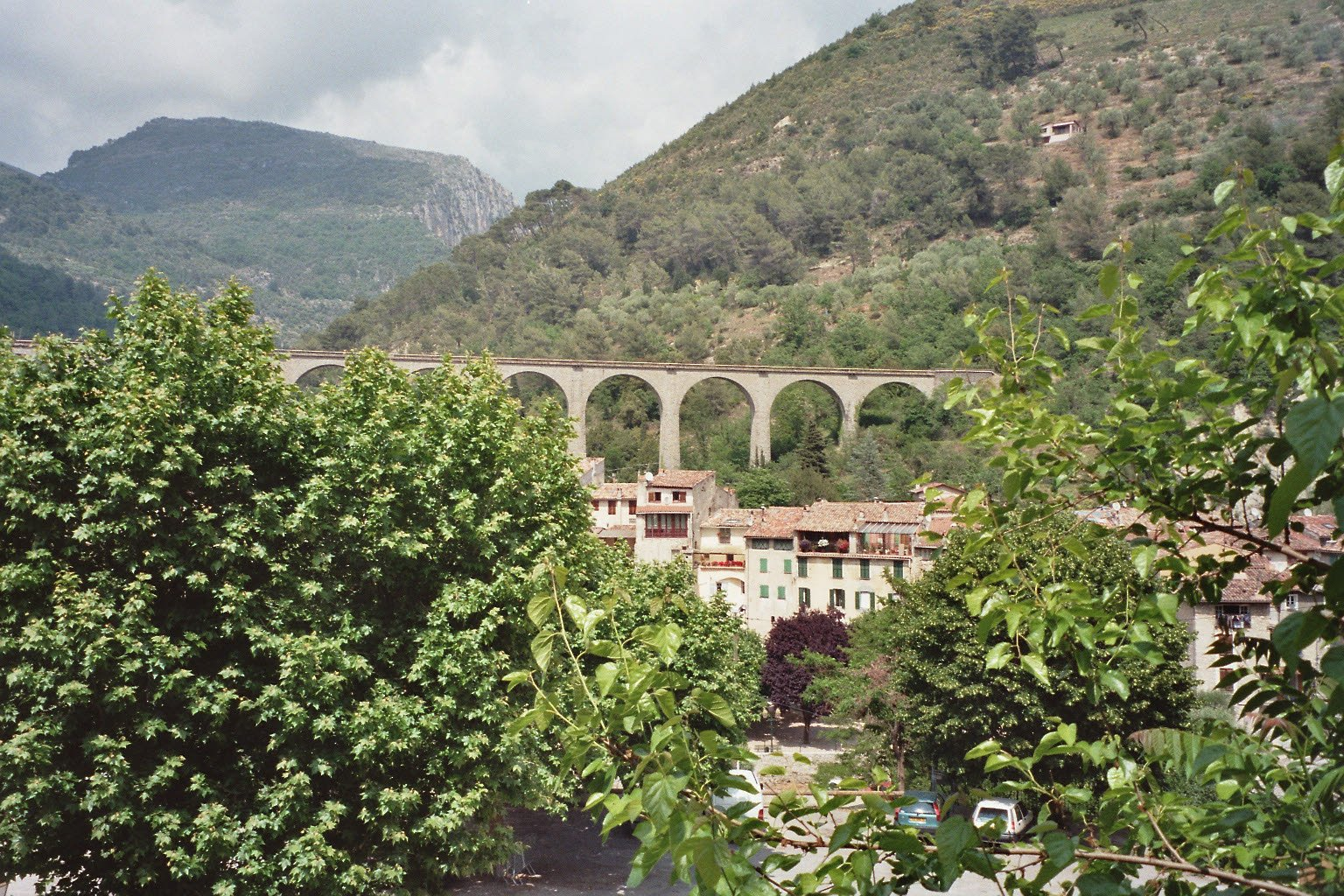
Viaduc de l'Escarène.
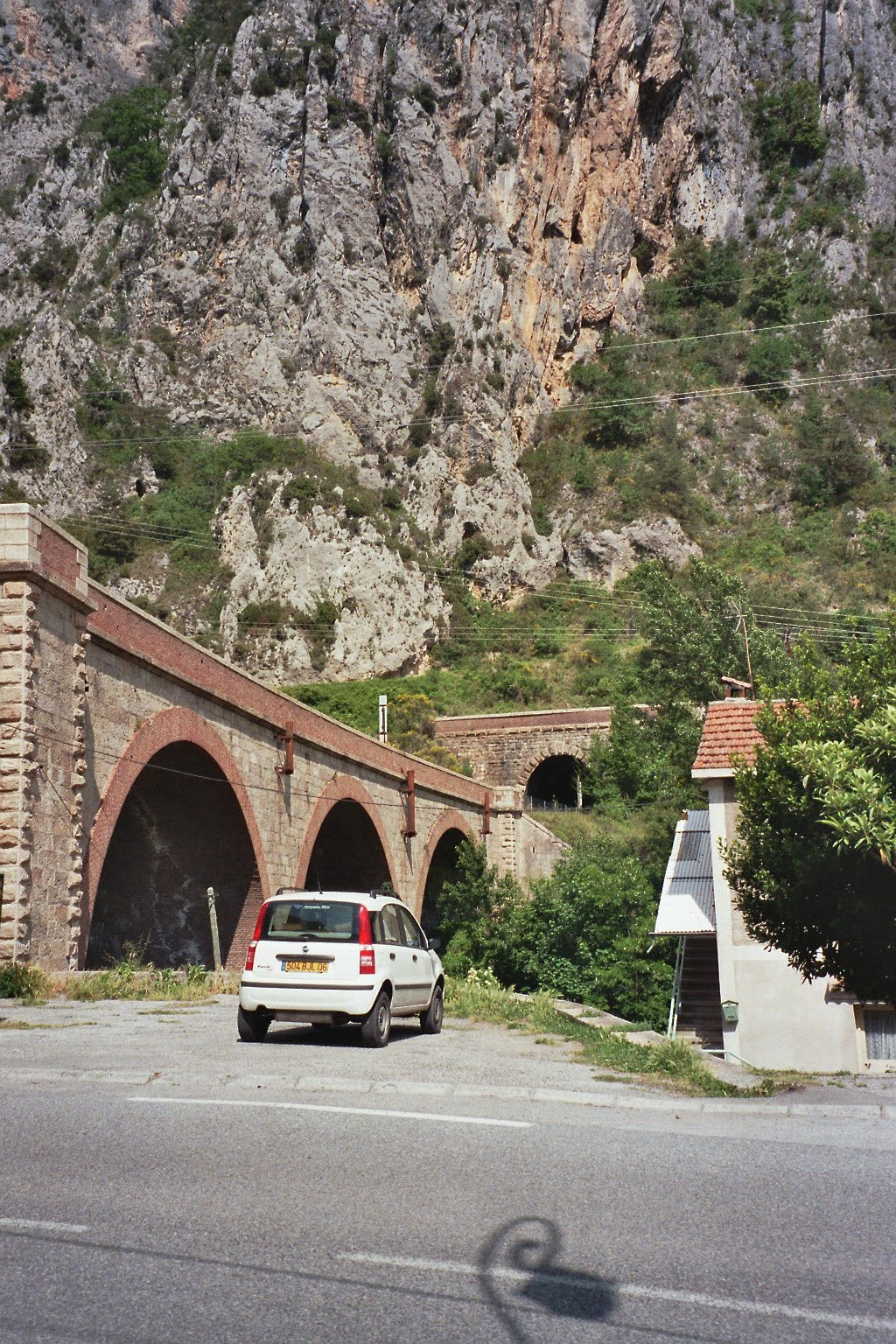
Viaduc dans la haute vallée de la Roya avec des restes de supports caténaires.
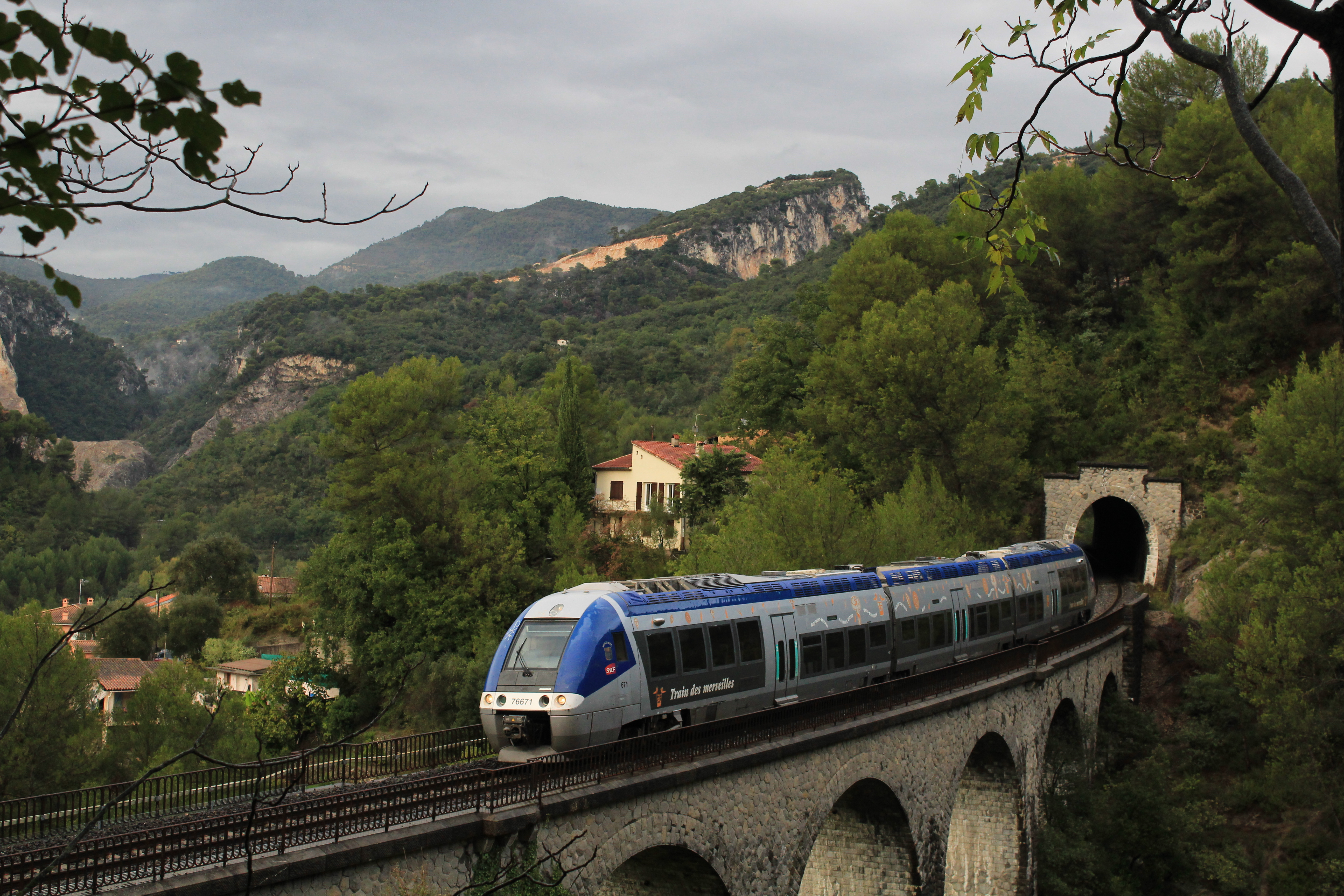
Un AGC est vu en train de franchir le Viaduc de l'Erbossiera

## Liste de gares
| Liste des gares entre Nice et Breil-sur-Roya (Le kilométrage est mesuré à partir de Nice-Ville) |                       |                    |          |    |                     |                    |          |
| N°                                                                                              | Nom                   | Point kilométrique | Altitude | N° | Nom                 | Point kilométrique | Altitude |
| 1                                                                                               | Nice Ville            | 0,0                | 20       | 2  | Nice-Pont-Michel    | 3,2                | -        |
| 3                                                                                               | L'Ariane-La Trinité   | 5,6                | -        | 4  | La Trinité-Victor   | 6,9                | -        |
| 5                                                                                               | Drap-Cantaron         | 9,0                | 116      | 6  | Halte de Fontanil   | 11,0               | -        |
| 7                                                                                               | Peillon-Sainte-Thècle | 13,4               | -        | 8  | Peille              | 16,7               | -        |
| 9                                                                                               | L'Escarène            | 23,4               | 370      | 10 | Touët-de-l'Escarène | 24,9               | -        |
| 11                                                                                              | Sospel                | 33,5               | 349      | 12 | Breil-sur-Roya      | 44,1               | 305      |

En gare de Breil-sur-Roya, l'Écomusée du haut-pays et des transports présente des véhicules de transport ferroviaire et routier.
La gare de Nice-Pont-Michel a remplacé la gare de Nice-Saint-Roch le 1er septembre 2014 pour son intermodalité avec le réseau de transport en commun de Nice, et notamment sa ligne 1 de tramway.

### Quelques vues sur les bâtiments voyageurs

Quelques vues sur les gares de la ligne
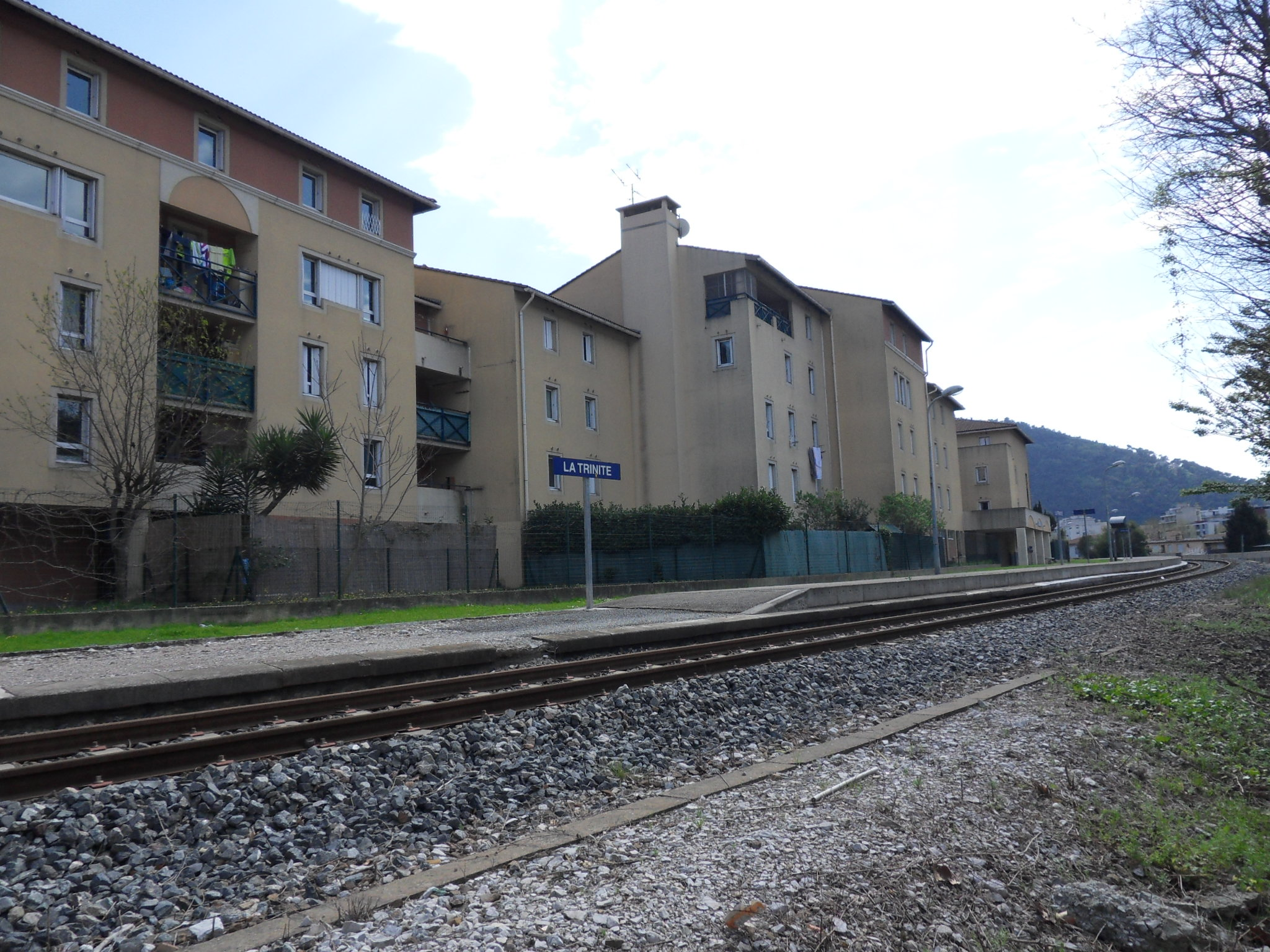
L'arrêt de La Trinité-Victor.
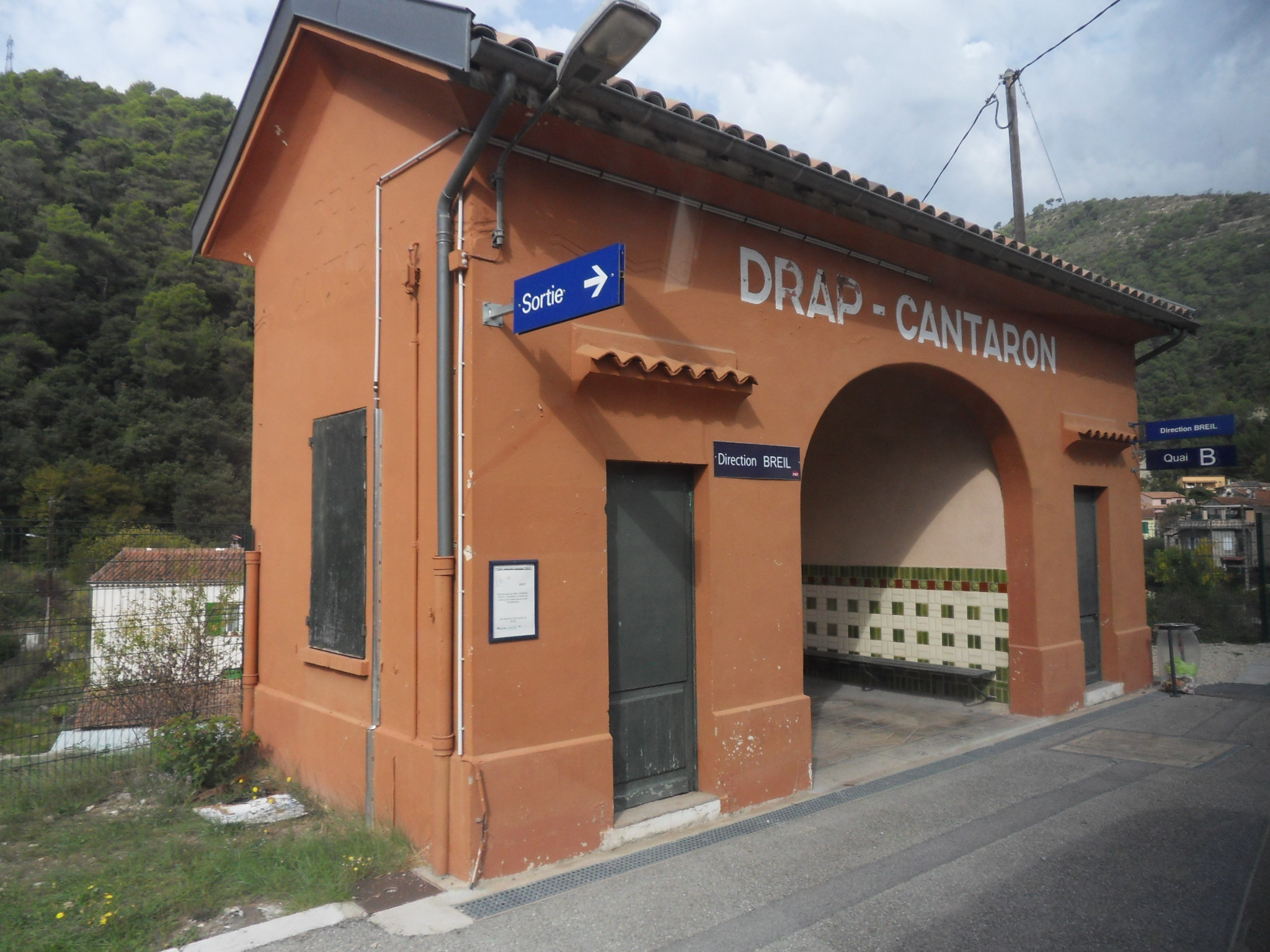
L'abri voyageurs de Drap-Cantaron.
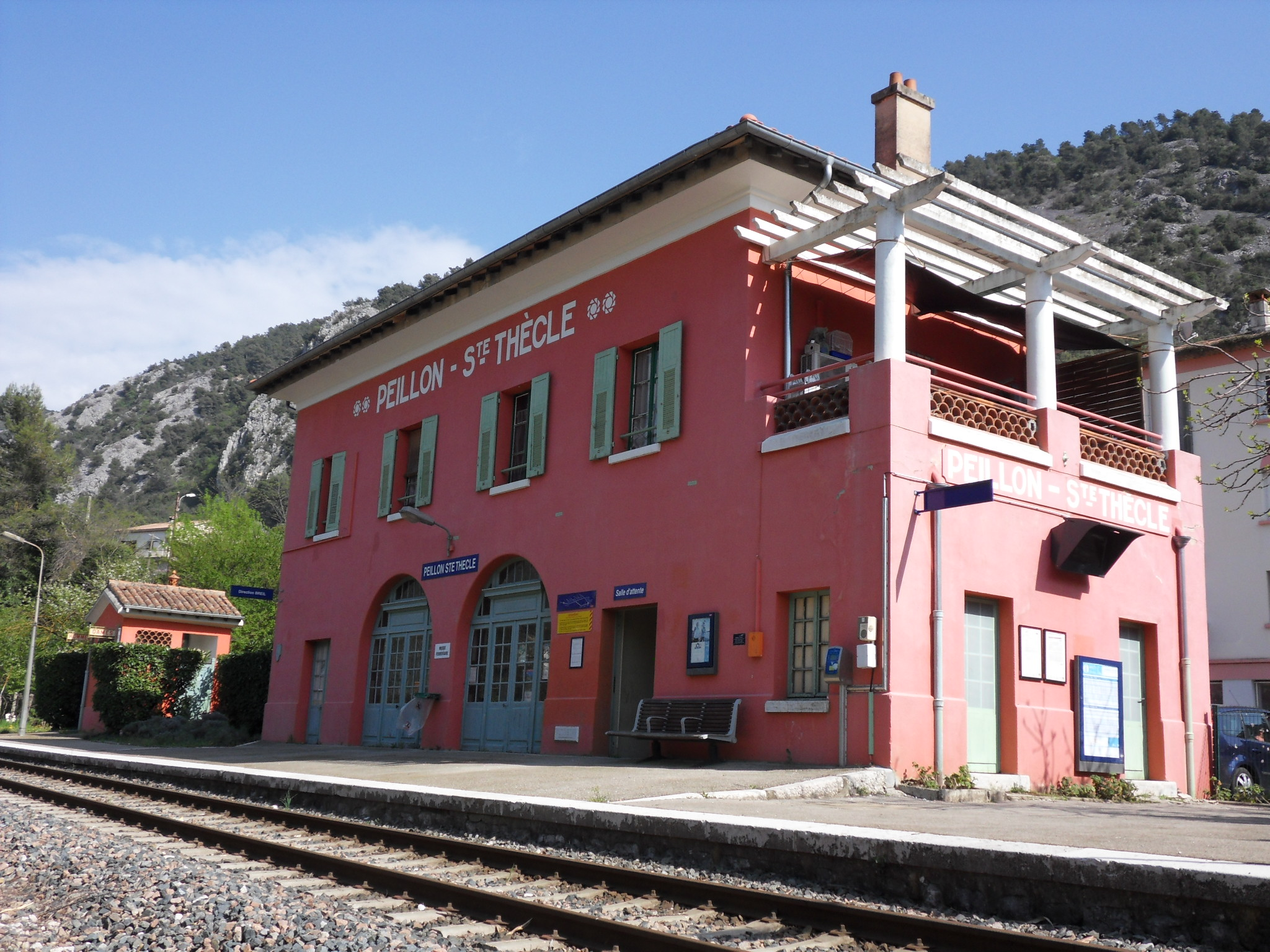
Peillon-Sainte-Thècle.
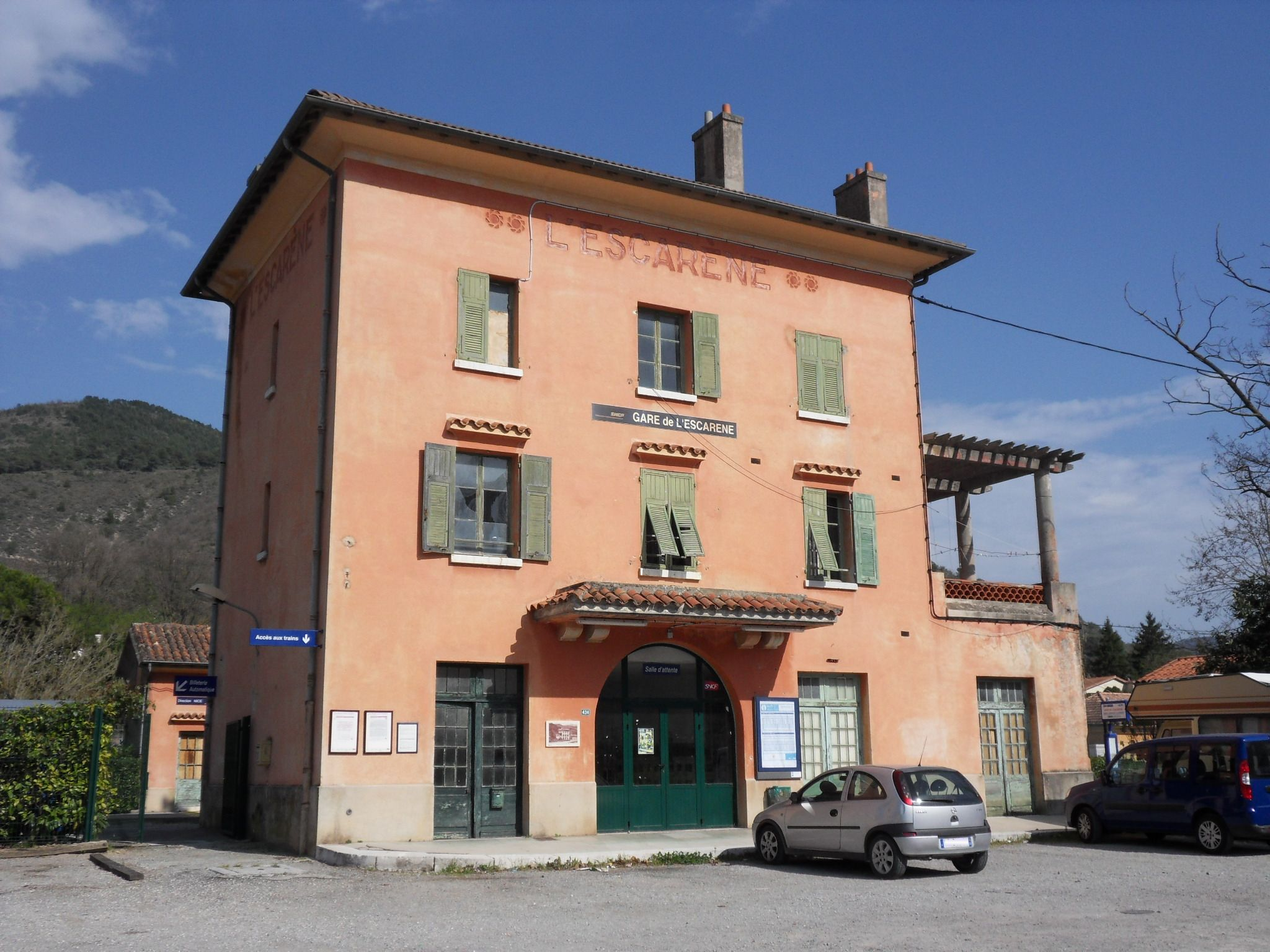
Le B.V. de L'Escarène.
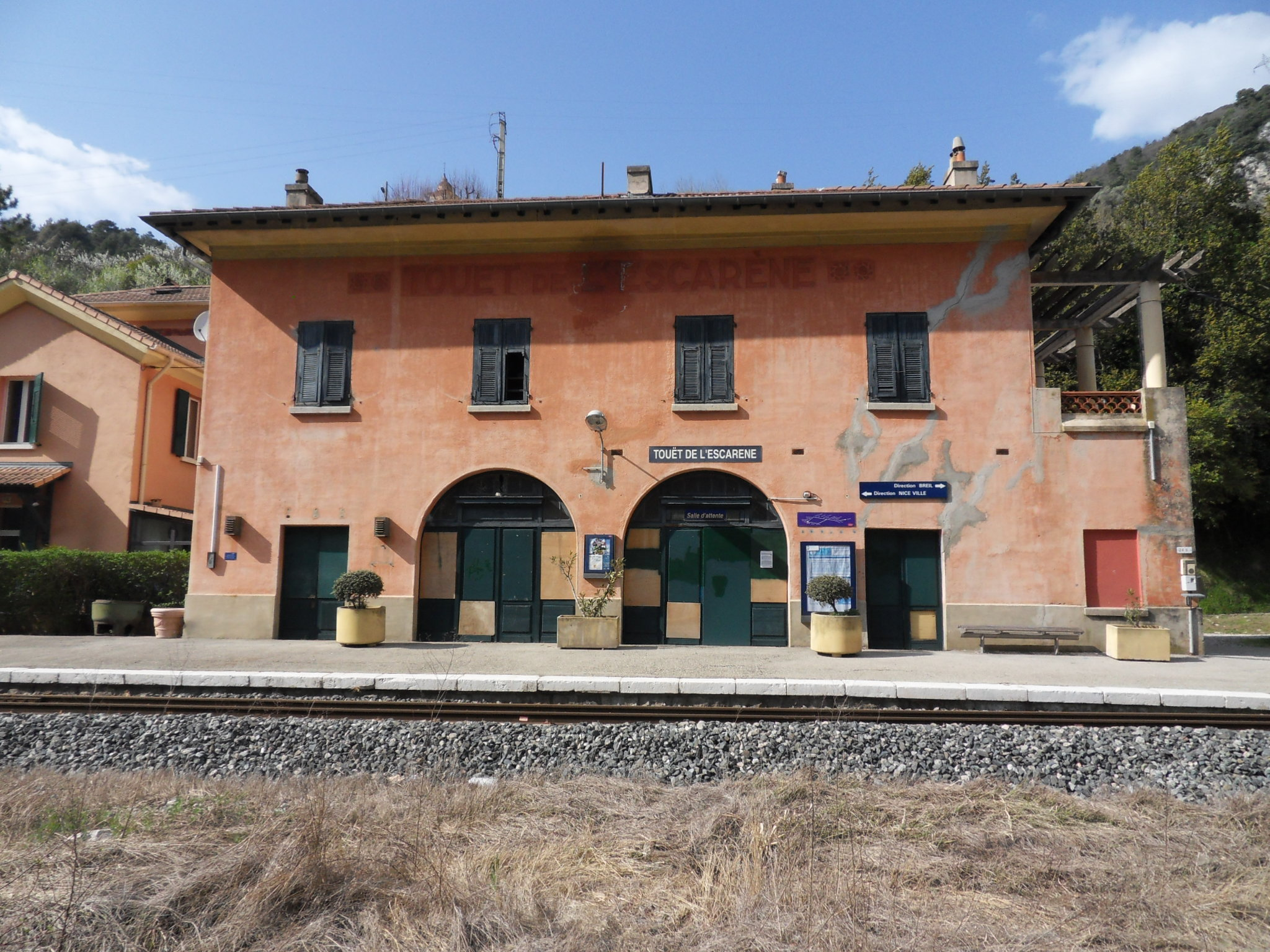
L'arrêt de Touët-de-L'Escarène.
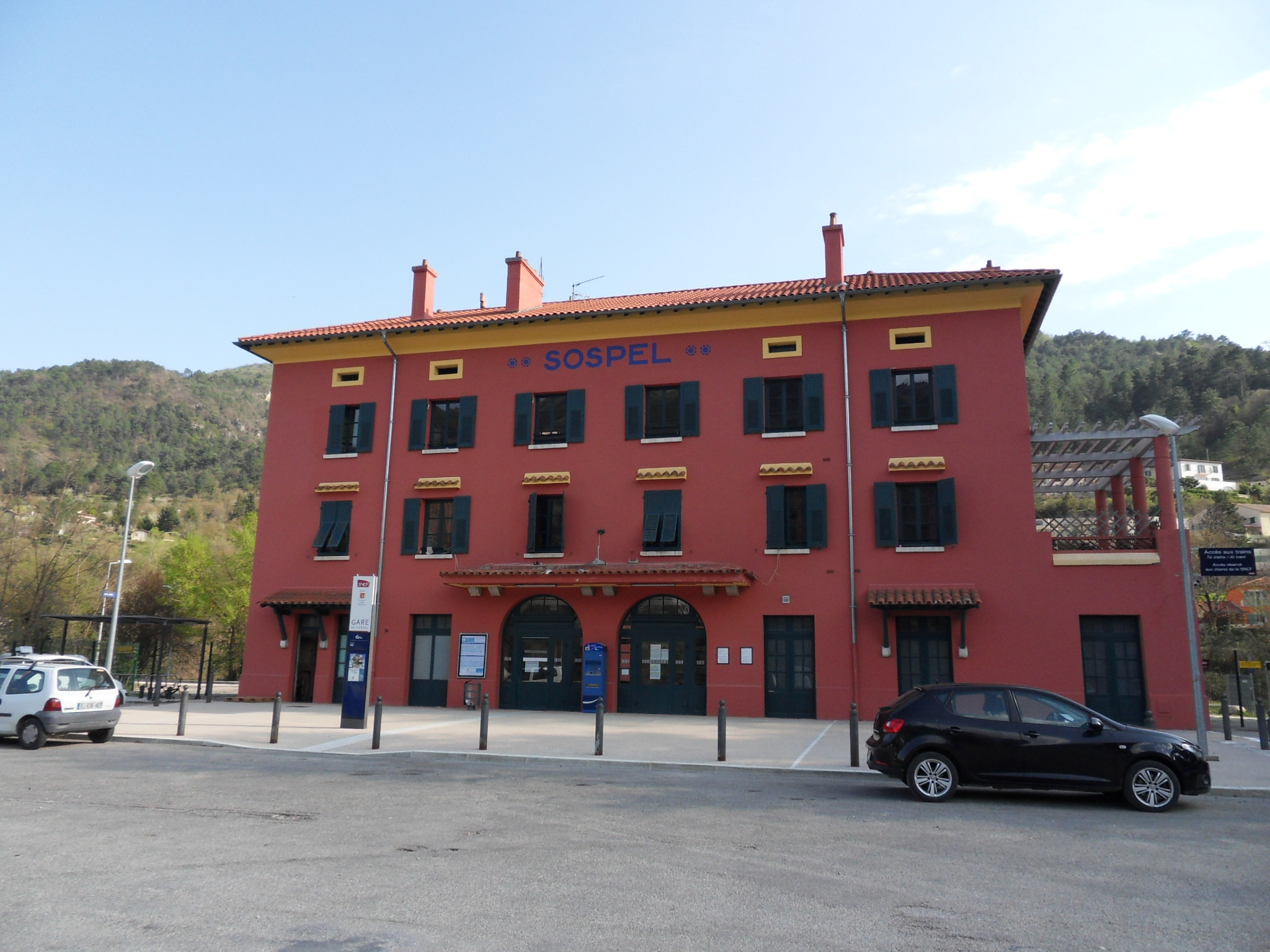
La gare de Sospel.

## Exploitation de la ligne

### Équipements

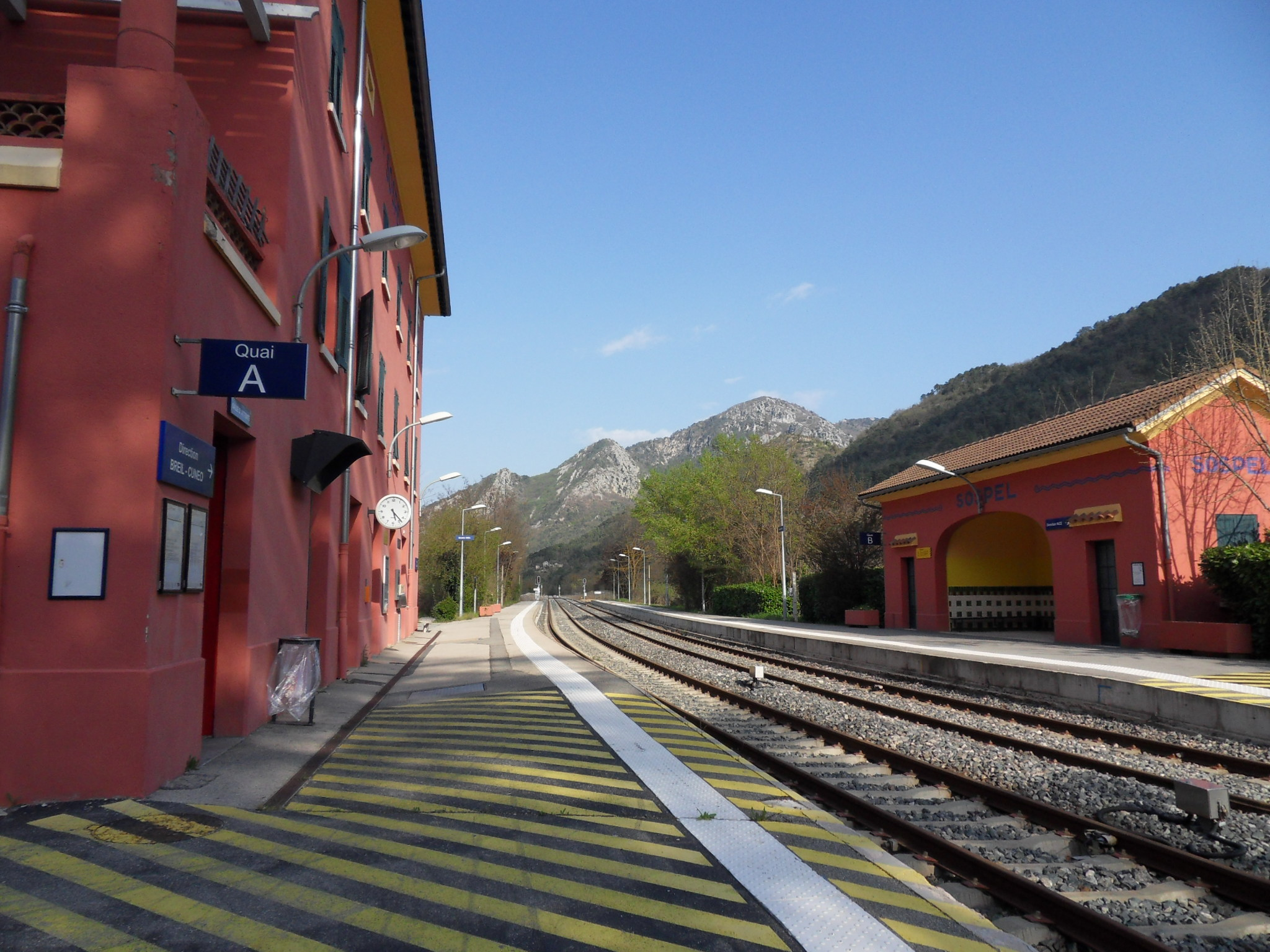
Gare de Sospel.

Jusqu'en 2012, la ligne était exploitée entre les gares de Nice-Saint-Roch et Breil-sur-Roya à l'aide du cantonnement téléphonique. Dans le cadre d'un contrat de Plan État-Région 2007-2013 d'un montant total de 35 millions d'euros, avec financement partagé entre l'État, la région Provence-Alpes-Côte d’Azur, le département des Alpes-Maritimes et RFF, la ligne a fait l'objet d'une modernisation de grande envergure destinée à en augmenter la capacité, notamment pour étoffer l'offre de transport voyageurs. La modernisation, échelonnée sur 4 ans, a principalement consisté en une réfection de certaines parties de voie, et en la création de 2 nouveaux points de croisements (ou dépassement) à Sospel en 2007 et à Peille en 2010. Une nouvelle signalisation permettant une gestion automatisée du trafic a pour l'occasion été mise en place. La vitesse limitée sur certaines zones à 70 km/h a pu être relevée à 80 km/h. 
L'ensemble de cette nouvelle installation a été mise en service le 11 juin 2012,.
La ligne comporte désormais les quatre points de croisements (ou dépassements) intermédiaires suivants : Drap-Cantaron, l'Escarène, Sospel auxquels il faut ajouter le point Breil-sur-Roya, gare où s'effectue la jonction avec la ligne de Coni à Vintimille. L'intervalle de distance séparant chacun de ces points étant assez régulièrement réparti entre 7 et 10 km.
La gestion des circulations s'effectue depuis le 11 juin 2012 sous le régime de la voie banalisée. Une télécommande centralisée depuis le poste de commande à distance (PCD) installée à Drap assure la commande des installations.
Ce nouveau mode d'exploitation à distance permet donc un gain de trafic conséquent passant de 12 trains par jour à 26. Certaines zones parcourues à 70 km/h sont maintenant limitées à 80 km/h.

### Transport de voyageurs

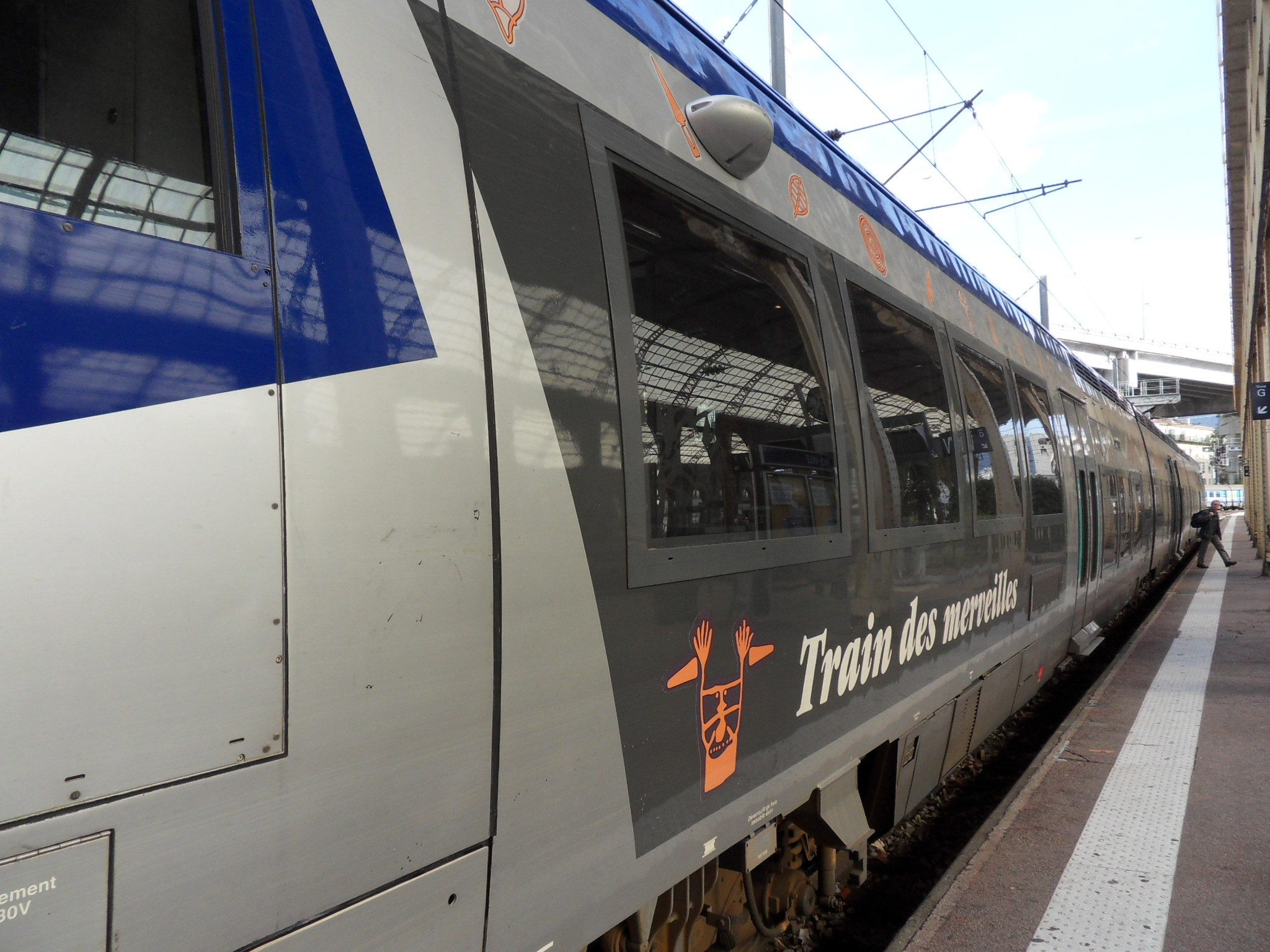
Gare de Nice-Ville. La rame Train des merveilles prête au départ vers Tende.

La ligne est exploitée par SNCF Voyageurs. À l'horaire 2023, la ligne comprend 10,5 allers-retours quotidiens entre Nice-Ville et Breil-sur-Roya, dont 4 prolongés jusqu'à Tende.
Les circulations ferroviaires prolongées jusqu'à Tende sont commercialisées sous le nom de « Train des Merveilles » (nom qui évoque la vallée des Merveilles, site de gravures protohistoriques), un guide conférencier se trouve à bord du train pour faire découvrir aux voyageurs, par ses commentaires, les beautés des villages traversés du paysage et la richesse du patrimoine artistique et culturel de l’arrière-pays niçois.

### Transport de marchandises
Le transport de marchandises a cessé du côté français en 1988[réf. nécessaire]. Depuis cette date, la ligne est exclusivement affectée au transport de voyageurs. Cependant, en octobre 2020, après un épisode méditerranéen sévère ayant touché les vallées des Alpes-Maritimes, la ligne est utilisée pour l'acheminement depuis Nice d'eau potable à Breil, isolée par voie routière, ainsi que pour l'évacuation de sinistrés[réf. souhaitée].